# Alfa Laval
Alfa Laval AB es una compañía sueca, fundada en 1883 por Gustaf de Laval y Oscar Lamm. La compañía es un importante productor de productos especializados utilizados para calentar, enfriar, separar y transportar productos tales como aceite, agua, productos químicos, bebidas, alimentos, almidón y productos farmacéuticos.

## Historia

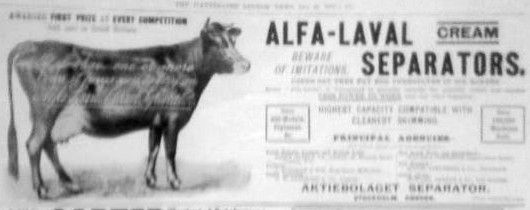
Anuncio de la empresa de 1899.

La compañía fue fundada como AB Separator y en 1938 produce su primer intercambiador de calor. El actual nombre Alfa Laval fue introducido en 1963. Entre 1991 y 2000 Alfa Laval fue parte del Grupo Tetra Pak. In 1991, Alfa Laval Agri, una compañía productora de equipos agrícolas, fue escindida de Alfa laval. Cuando fue vendida, Alfa Laval Agri permaneció como parte del grupo Tetra Pak y fue renombrada DeLaval, en recuerdo del fundador de la compañía.
Alfa Laval ahora divide sus operaciones entre los equipos (las ventas de capital) y la tecnología de proceso (contratos con una duración más larga).
En octubre de 2003, Alfa Laval adquirió bioKinetics, la división de ciencia de Kinetics Group en los EE. UU., posicionando la compañía en el mercado norteamericano del crecimiento celular en mamíferos. La filial resultante, Alfa Laval Biokinetics (aka Biokinetics), tiene sus sede en Filadelfia, Pensilvania.

## Operaciones internacionales

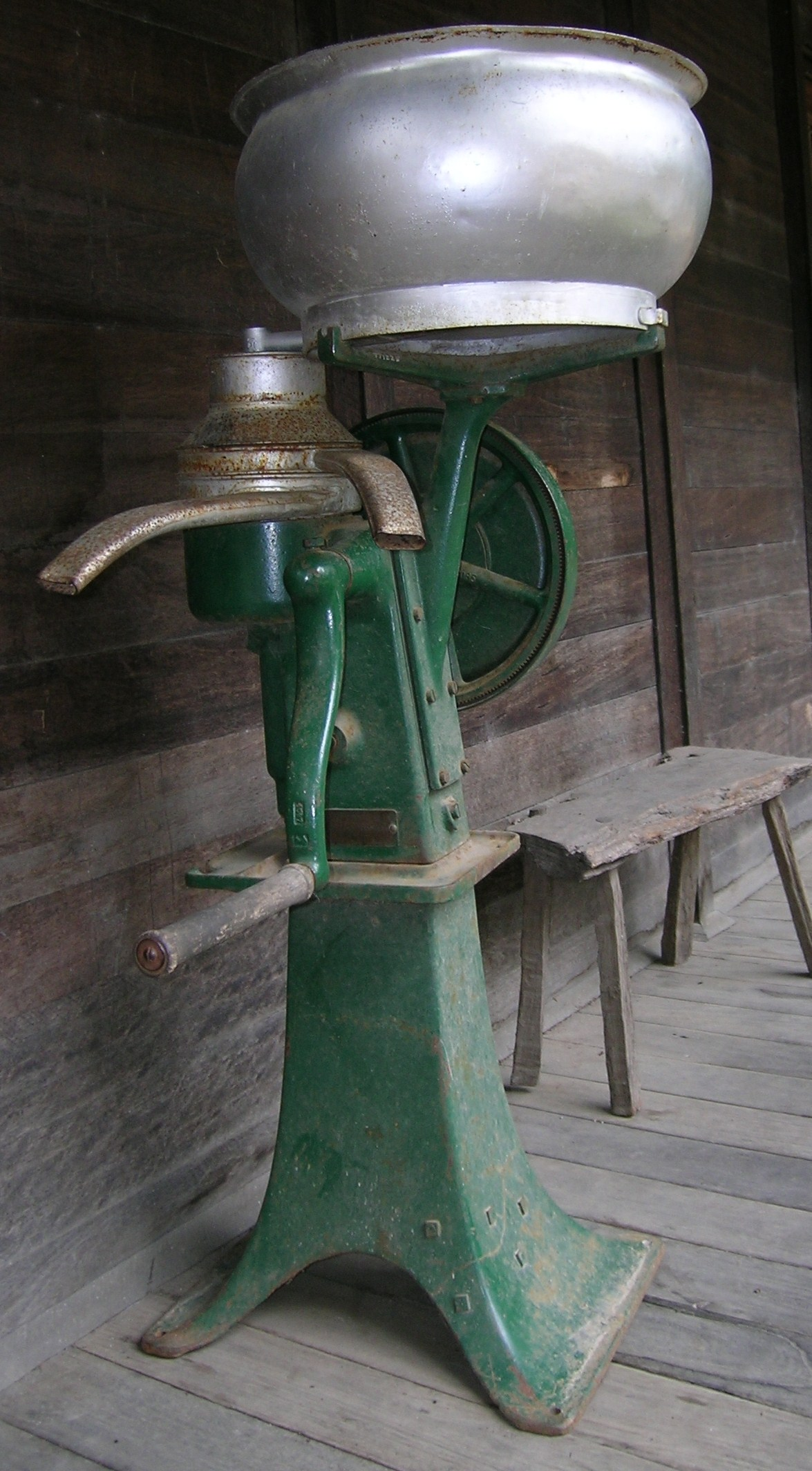
Separador de crema de leche de Alfa Laval.

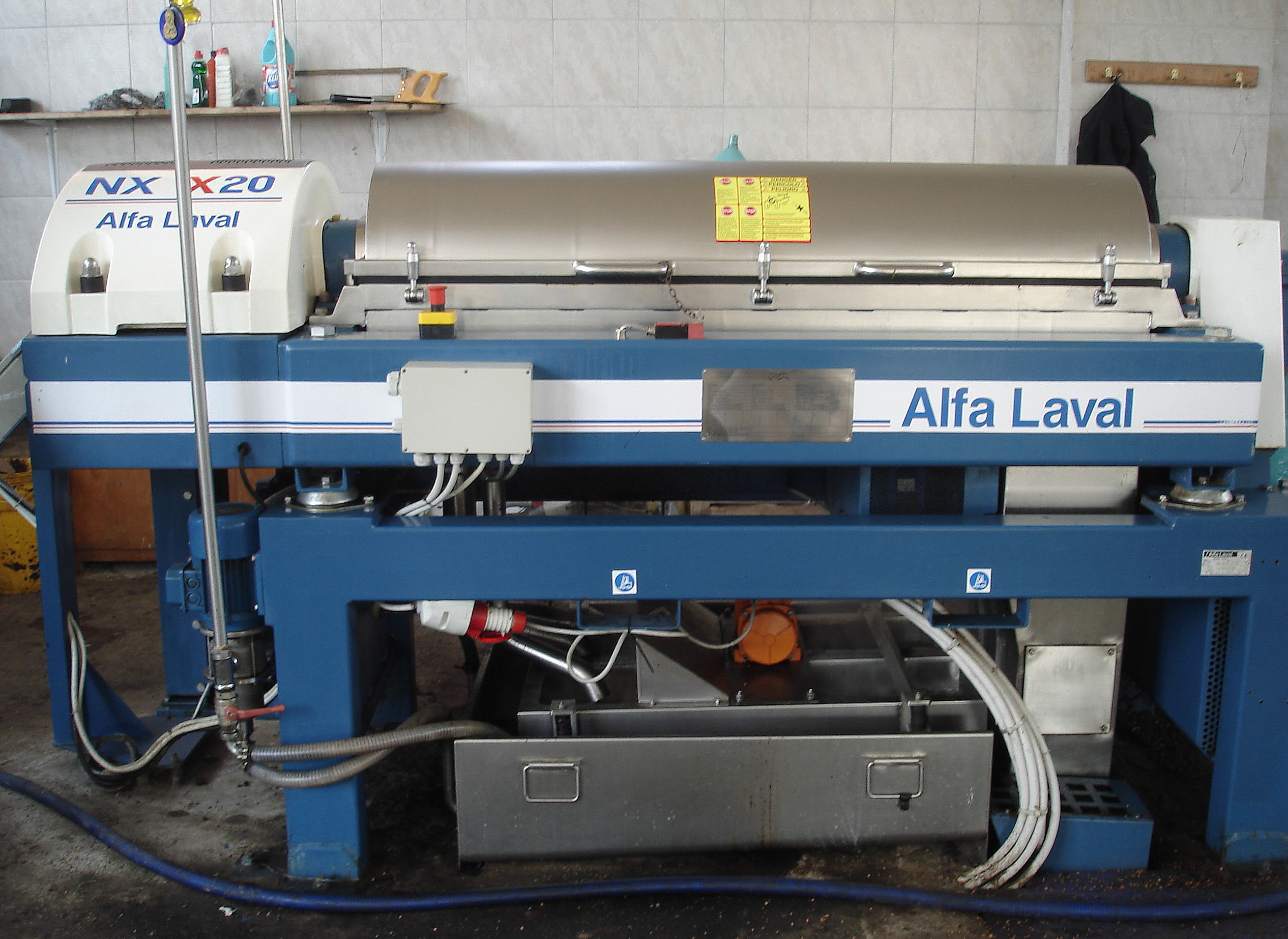
Una centrifugadora de Alfa Laval utilizada en la producción de aceite de oliva en Grecia.

La manufacturación de Alfa Laval es llevada a cabo en varios países que incluyen Suecia, India, China, el Reino Unido, EE. UU. y Uruguay.

### Canadá
En Canadá, Alfa Laval tiene presencia desde hace más de 100 años, previamente como D-Laval, que proporciona utensilios y servicios a agricultores para el almacenamiento de su leche y para el separado de su crema de leche. Alfa Laval tiene su sede en Toronto y en 2009 abrió un centro de servicio en Edmonton, Alberta. A finales de 2010, el número de empleados en las operaciones en Canadá era de 74.

### Estados Unidos
Alfa Laval ha estado presente en los Estados Unidos de América desde hace más de 120 años - comercializando y suministrando una amplia variedad de intercambiadores de calor, separadores, decantadores, bombas de bombeo, válvulas y accesorios a clientes de un amplio rango de segmentos de mercado. Las marcas conocidas son Tri-Clover, Contherm, Sharples, Merco, Standard Refrigeration, Ketema y Champ. Hay 710 empleados en los EE. UU. - con 15 localizaciones incluyendo Richmond, VA; Warminster, PA; Kenosha, WI; Sacramento, CA; Melrose Park, IL; Carter Lake, IA; y Sarasota, FL - así como un centro de distribución internacional en Indianápolis, IN. Existen siete centros de servicio y reparaciones. Intercambiadores de calor, equipos de manipulación de fluidos y centrifugadoras son manufacturadas en EE. UU.